# Elói Zorzetto
Elói Francisco Zorzetto (Veranópolis, 28 de maio de 1959) é um jornalista brasileiro.
É o apresentador do telejornal RBS Notícias da RBS TV, afiliada à TV Globo no Rio Grande do Sul.

## Biografia e carreira
Formou-se em jornalismo em 1984, sendo que anteriormente, em 1978, entrara na faculdade de Direito. Em 1980 descobriu que sua paixão era o jornalismo, optando assim pelo curso.
Começou a trabalhar na RBS no ano de 1978, apresentando o Jornal do Almoço.  Em 1978, começou a apresentar esportes no Jornal do Almoço com Celestino Valenzuela e atuava na Rádio Gaúcha FM, que em 1981, se transformou em Atlântida FM (onde ficou até 1988). Desde 1988 apresenta diariamente o RBS Notícias. Além do Jornal do Almoço e do RBS Noticias, Zorzetto apresentou o Bom Dia Rio Grande e o extinto Jornal da RBS.
Entre dezembro de 2006 e janeiro de 2025, também foi editor-chefe do RBS Notícias.
Além da televisão, Zorzetto também passou pela Rádio Gaúcha FM e AM, ambas do Grupo RBS.
É casado com Ana Rita Estivalet Zorzetto, com quem tem dois filhos: Thiago e Carolina.
Foi premiado com o Prêmio Jayme Sirotsky de Jornalismo e Entretenimento, por reportagem de TV.